# Neidenbach
Neidenbach is een plaats in de Duitse deelstaat Rijnland-Palts, en maakt deel uit van de Eifelkreis Bitburg-Prüm.
Neidenbach telt 877 inwoners.

## Bestuur
De plaats is een Ortsgemeinde en maakt deel uit van de Verbandsgemeinde Bitburger Land.

## Geografie
Neidenbach ligt ongeveer 45 km ten noorden van Trier in de Kyllburger Waldeifel. Bij het dorp behoort ook het gehucht Erntehof 2,5 km ten noordwesten het dorp.
Verbandsvrije stad:  Bitburg